# Srednji Petrovići
Srednji Petrovići su naseljeno mjesto u općini Krupa na Uni, Republika Srpska, BiH.

## Povijest
Do potpisivanja Daytonskog mirovnog sporazuma bilo je dio naseljenog mjesta Arapuša u sastavu općine Bosanska Krupa koja je ušla u sastav Federacije BiH.

## Stanovništvo
Nacionalni sastav stanovništva 2013. godine, bio je sljedeći:
ukupno: 2
- Bošnjaci - 2